# Всеобщие выборы в Эквадоре (2013)
Всеобщие выборы в Эквадоре прошли 17 февраля и объединяли президентские, парламентские и местные выборы, выборы мэров и губернаторов. Окончательная дата выборов была объявлена 18 октября 2012 года. Избирательная кампания продолжалась с 4 января по 14 февраля 2013 года.
Президент Рафаэль Корреа был переизбран на третий срок, а его партия Альянс ПАИС получила большинство в парламенте, обеспечив себе 91 место из 137 мест Национального собрания.

## Президентские выборы

### Кандидаты в президенты
В президенты было выдвинуто восемь кандидатов:
- Рафаэль Корреа, президент Эквадора, Альянс ПАИС.
- Гиллермо Лассо, Социал-христианская партия.
- Люсио Гутьеррес, бывший президент (2003—2005), Патриотическая общественная партия 21 января.
- Альберто Акоста, Левый координационный комитет.
- Норман Врэй, движение Прорыв 25.
- Нельсон Завала, Эквадорская партия рольдосистов.
- Маурицио Родас, движение СУМА.
- Алльваро Нобоа, Институциональная партия обновления Национальное действие.(кандидат в вице-президенты Аннабелла Азин)

### Кампания
Президент Эквадора Рафаэль Корреа за годы своего президентства с 2006 года провёл несколько социальных реформ: была значительно улучшена сеть автодорог страны, построены новые школы и клиники, минимальная зарплата повышалась, опережая инфляцию. Была введена бесплатная школьная форма, система государственной ипотеки позволила многим жителям в приобретении жилья. Кампания Корреа указывала, что за несколько лет он совершенно изменил страну после периода политической нестабильности и экономического унижения. Однако, оппоненты президента отмечают его склонность к авторитаризму и неприятие критики. Корреа создал мощную государственную машину средств массовой информации за счёт национализации их у коррумпированных банкиров. Он также ограничил власть парламента, в котором его партия была в меньшинстве.

### Результаты
Государственное эквадорское телевидение объявило результаты экзит-полов, по которым президент Рафаэль Корреа набрал около 61 %, опередив на 21 % ближайшего соперника банкира Гиллермо Лассо. Таким образом, Корреа в третий раз становится президентом Эквадора.
|           | Партия                                                    | Кандидат        | Голоса    | %       |
| --------- | --------------------------------------------------------- | --------------- | --------- | ------- |
|           | Альянс ПАИС                                               | Рафаэль Корреа  | 4 918 482 | 57,17 % |
|           | Созданные возможности (CREO)                              | Гиллермо Лассо  | 1 951 102 | 22,68 % |
|           | Патриотическая общественная партия 21 января              | Люсио Гутьеррес | 578 875   | 6,73 %  |
|           | SUMA                                                      | Маурицио Родас  | 335 532   | 3,9 %   |
|           | Институциональная партия обновления Национальное действие | Алльваро Нобоа  | 319 956   | 3,72 %  |
|           | Конфедерация коренных народов Эквадора                    | Альберто Акоста | 280 539   | 3,26 %  |
|           | Прорыв 25                                                 | Норман Врэй     | 112 525   | 1,31 %  |
|           | Эквадорская партия рольдосистов                           | Нельсон Завала  | 105 592   | 1,23 %  |
| Источник: |                                                           |                 |           |         |

## Парламентские выборы
На выборах 17 февраля 2013 года было избрано 137 членов Национальной ассамблеи и 5 представителей Андского сообщества.

### Результаты
| Партия | Партия                                                                | Места |
| ------ | --------------------------------------------------------------------- | ----- |
|        | Альянс ПАИС                                                           | 100   |
|        | Созданные возможности                                                 | 11    |
|        | Социал-христианская партия                                            | 6     |
|        | Патриотическая общественная партия 21 января                          | 5     |
|        | Pachakutik                                                            | 5     |
|        | матч прогрессирует                                                    | 5     |
|        | Эквадорская партия рольдосистов                                       | 1     |
|        | SUMA                                                                  | 1     |
|        | Местное действие за равенство (ARE)                                   | 1     |
|        | Всеобщая демократия Карчи (IDC)                                       | 1     |
|        | Движение полуострова «Вера в наш народ» (провинция Санта-Элена, MPCG) | 1     |
| Всего  | Всего                                                                 | 137   |